# Waap Entertainment
Waap Entertainment是創業於1998年的日本AV片商。公司坐落於東京都新宿區。

## 略歷
創立於1998年，同年12月發表首部AV作品。主要是開發單體女優為主。

## 主要女優
主要為專屬女優的出道。
- 浅乃かこ（2011年3月AV出道 - 2011年7月）
- 片岡まきな（2010年12月AV出道 - 2011年2月引退）
- 早坂あずき（2010年9月AV出道 - 2011年3月卒業）
- 澪（2010年1月AV出道 - 10月引退）
- 一色明奈（2009年3月AV出道 - 8月）
- 喜多沢くるす（2008年7月AV出道 - 2009年4月）
- うるみゆう（2007年10月AV出道 - 2008年1月）
- 橘れもん（2007年6月AV出道 - 2008年12月）
- 伊川なち（2006年7月AV出道 - 2007年2月卒業）
- you.（2005年9月AV出道 -2006年4月）
- 志保（2005年7月AV出道 - 2006年2月卒業）
- 上村愛（2005年6月 - 12月卒業）
- なつき（2005年1月AV出道 - 7月卒業）
- 薫まい（2005年1月AV出道 - 6月）
- 篠宮慶子（2005年1月AV出道 - 3月卒業）
- 寧々（2004年11月AV出道 - 2006年9月）
- 聖まこと（2004年11月AV出道 - 2005年8月引退）
- しいな怜（2004年11月AV出道 - 2005年7月卒業）
- Rin.（2004年6月AV出道 - 2005年2月）
- 飯沢もも（2004年6月 - 12月）
- 小春ひより（2004年2月AV出道 - 9月）

## 外部連結
- Waap entertainment 官方網站 （页面存档备份，存于）